# Rio da Bulha
O rio da Bulha é um rio canalizado sobre o qual foi construída a Avenida Hercílio Luz, na cidade de Florianópolis.

## História
Primeiramente conhecido como Rio da Fonte Grande e logo depois como Rio da Bulha. Foi canalizado durante o governo Hercílio Luz, em seu segundo mandato na década de 1920.

## Características
É o mais extenso rio oriundo da região do maciço do Morro da Cruz e recebe contribuições de diversos riachos que brotam dessa região.

## Ligação externa
- Os seis rios, córregos e riachos ‘invisíveis’ que correm pelo Centro de Florianópolis - Floripa Centro
- Imagens antigas do Rio da Bulha